# Cabrières, Hérault
Cabrières là một tỉnh thuộc tỉnh Hérault trong vùng Occitanie ở phía nam nước Pháp. Xã này nằm ở khu vực có độ cao trung bình 135 mét trên mực nước biển. Dân số thời điểm năm 1999 là 338 người.